# Mathias Roten
Mathias Roten (* 10. Februar 1979 in Thun; † 7. März 2008 am Hockenhorngrat im Lötschental) war ein Schweizer Gleitschirmpilot aus Hünibach.
Mathias Roten begann 1995 Gleitschirm zu fliegen, seine ersten Wettkämpfe bestritt er im Jahr 2000. Nach einigen Erfolgen im Streckenfliegen konzentrierte er sich auf die Gleitschirmakrobatik. Hier machte er nicht nur mit regelmässigen Top-Platzierungen bei den bedeutendsten Wettkämpfen von sich reden, sondern war auch bekannt für seine Experimentierfreudigkeit. So sorgte er im Jahr 2006 am Red Bull Vertigo mit einem Acro-Programm, das er rückwärts fliegend absolvierte, für ein absolutes Novum.
In der Wintersaison 2005/2006 entdeckte Roten seine Passion für das Speedflying. Er beobachtete eine Gruppe Fallschirmspringer, die über einem Berg aus dem Flugzeug sprangen und mit Skiern ausgerüstet nahe am Berghang flogen und immer wieder den Bodenkontakt suchten. Da er seit 2004 als Testpilot für den Gleitschirmhersteller GIN-Gliders tätig war, führten seine Anregungen zur Entwicklung des GIN Nano 06, dem ersten richtigen Speedglider.
Mathias Roten wurde innerhalb kürzester Zeit zu einem der Pioniere und Vorreiter in dieser neuen Sportart und belegte für das Wettkampfteam von GIN regelmässig vordere Plätze in verschiedenen Speedflying-Wettbewerben. Zu seinen herausragendsten Leistungen im Speedflying zählten Starts von den Gipfeln des Eiger, des Mönch und der Jungfrau (zusammen mit Ueli Kestenholz) an einem einzigen Tag.
Mathias Roten war als vielseitiger Sportler bekannt; er war hauptberuflich Testpilot für Gleitschirme und Speedflyer, Tandemsprungpilot und Kitesurfing-Instruktor.
In der letzten Zeit nahm sein Interesse an Wettkämpfen ab und er beschäftigte sich zunehmend mit dem Drehen von Filmen.
Am 7. März 2008 verunglückte er bei einem Testflug vom Hockenhorngrat im Lötschental tödlich. Ersten Erkenntnissen zufolge schlug Roten kurz nach dem Start mit einem Speedflyer heftig auf felsigem Untergrund auf. Die von Dritten alarmierte Bergrettung konnte nur noch seinen Tod feststellen.

## Erfolge
- 2008:
  - Zweiter Platz, Red Bull Speedride in St. Anton am Arlberg
- 2007:
  - Gewinner des ersten Freeride Air Cup Speedriding in Val Fréjus
  - Gewinner der Outdoorgames Interlaken
- 2005:
  - Gewinner Paragliding World Cup im Team
  - Gewinner Akro FAI Overall Worldcup, Sparte Synchro
  - Dritter Platz, Red Bull Vertigo, diverse Erfolge in PWC-Läufen und anderen Gleitschirmakrobatik-Wettkämpfen.
- 2004:
  - Diverse Erfolge bei den PWC-Läufen in Frankreich, Türkei und Mexiko.
  - Dritter Rang Gleitschirm-Schweizermeisterschaft
- 2003:
  - Sechster Platz Overall im PWC
  - Dritter Platz, Red Bull Vertigo
- 2001:
  - Vierter Platz, Red Bull Vertigo
  - Dritter Platz, Acroaria
- 2000:
  - Vierter Platz, Red Bull Vertigo